# Джон Майкл Ботеан
Джон Майкл Ботеан (рум. John Michael Botean; нар. 9 липня 1955, Кантон) — греко-католицький єпископ, ординарій єпархії святого Георгія в Кантоні Румунської греко-католицької церкви з 1996 року.

## Життєпис
Ботеан народився в Кантоні, штат Огайо, у румуно-американській сім'ї Джона і Амелії Ботеан. Має молодшого брат Марка С. Ботеана.
18 травня 1986 року отримав священичі свячення. У 1993 році був призначений апостольським адміністратором єпархії святого Георгія в Кантоні, а 29 березня 1996 року призначений правлячим єпископом цієї єпархії. 24 серпня 1996 року отримав єпископські свячення з рук архієпископа Лучіана Мурешана. Співсвятителями були архієпископ Пітсбурзький Джадсон Майкл Процик і єпископ Нютонської єпархії мелхітів Ніколас Джеймс Самра.